# Giovanni Varglien
Giovanni Varglien – detto Nini o Varglien II – (Fiume, 16 maggio 1911 – Trieste, 16 ottobre 1990) è stato un calciatore e allenatore di calcio italiano, di ruolo centrocampista.

## Carriera

### Giocatore
Ha giocato in vari ruoli, soprattutto però come mediano, vestendo la maglia della Juventus insieme al fratello maggiore Mario dal 1929 al 1947. Giocatore dal fisico imponente, raggiungeva i 183 centimetri (molto alto per la sua epoca) e sapeva giostrarsi sia in difesa sia a centrocampo.
Mosse i primi passi nella squadra della sua città, la Fiumana, che giocava al tempo nei campionati nazionali italiani. In Divisione Nazionale esordì il 6 gennaio 1929 contro il Napoli, non ancora diciottenne, collezionando 10 presenze a fine campionato.

Varglien II (secondo da sinistra) con alcuni compagni bianconeri durante i primi anni 1940

Passato alla Juventus, giocò la sua prima partita in Serie A nel primo campionato italiano a girone unico, quello della stagione 1929-1930, affermandosi poi negli anni a venire come titolare nella squadra bianconera capace di vincere cinque scudetti consecutivi nella prima metà degli anni 1930.
Giocò la prima delle sue tre partite in nazionale il 15 novembre 1936 contro la Germania; non riuscì tuttavia ad affermarsi in maglia azzurra a differenza di quella bianconera, con cui vinse inoltre due Coppa Italia, le prime nella storia del club, nel 1938 e nel 1942.
Rimase a Torino anche durante la seconda guerra mondiale, giocando nel campionato bellico del 1944 e vestendo per ulteriori due stagioni la casacca bianconera alla ripresa dei normali campionati. Lasciò la Juventus nel 1947 dopo 381 gare e 35 reti di campionato. Come presenze in campionato fra i giocatori bianconeri è secondo solo a Giampiero Boniperti nella speciale classifica; ad esse si aggiungono 19 partite in Coppa Italia e 12 nella Coppa dell'Europa Centrale, per un totale di 412 incontri ufficiali.
Giocò la sua ultima stagione nel Palermo, in Serie B, contribuendo alla sua promozione e chiudendo la carriera da giocatore nel 1948.

### Allenatore
Ritiratosi, iniziò subito ad allenare il Palermo neopromosso in Serie A, riuscendo a raggiungere l'undicesimo posto. Passato all'Atalanta, dopo l'ottavo posto del 1950, fu esonerato alla diciassettesima giornata del campionato 1950-1951.
Raggiunse ancora un ottavo posto con il Novara e allenò poi ancora a Palermo, senza tuttavia molta fortuna.
Dopo un anno di pausa si trasferì in Turchia, dove allenò nella stagione 1955-1956 la squadra del Vefaspor, passando l'anno successivo alla guida della nazionale turca; tornò in Italia in primavera per subentrare alla guida del L.R. Vicenza, che portò alla salvezza, salvo poi essere esonerato l'anno successivo.
Fu questa la sua ultima esperienza in massima divisione. Guidò in seguito squadre di Serie C come Salernitana, Pordenone, Casale e Biellese. Smise di allenare nel 1965, dopo aver vinto il campionato di Serie D con lo Jesi.

## Statistiche

### Cronologia presenze e reti in nazionale
| Cronologia completa delle presenze e delle reti in nazionale ― Italia | Cronologia completa delle presenze e delle reti in nazionale ― Italia | Cronologia completa delle presenze e delle reti in nazionale ― Italia | Cronologia completa delle presenze e delle reti in nazionale ― Italia | Cronologia completa delle presenze e delle reti in nazionale ― Italia | Cronologia completa delle presenze e delle reti in nazionale ― Italia | Cronologia completa delle presenze e delle reti in nazionale ― Italia | Cronologia completa delle presenze e delle reti in nazionale ― Italia |
| Data                                                                  | Città                                                                 | In casa                                                               | Risultato                                                             | Ospiti                                                                | Competizione                                                          | Reti                                                                  | Note                                                                  |
| --------------------------------------------------------------------- | --------------------------------------------------------------------- | --------------------------------------------------------------------- | --------------------------------------------------------------------- | --------------------------------------------------------------------- | --------------------------------------------------------------------- | --------------------------------------------------------------------- | --------------------------------------------------------------------- |
| 15-11-1936                                                            | Berlino                                                               | Germania                                                              | 2 – 2                                                                 | Italia                                                                | Amichevole                                                            | -                                                                     |                                                                       |
| 13-12-1936                                                            | Genova                                                                | Italia                                                                | 2 – 0                                                                 | Cecoslovacchia                                                        | Amichevole                                                            | -                                                                     |                                                                       |
| 12-11-1939                                                            | Zurigo                                                                | Svizzera                                                              | 3 – 1                                                                 | Italia                                                                | Amichevole                                                            | -                                                                     |                                                                       |
| Totale                                                                |                                                                       | Presenze                                                              | 3                                                                     |                                                                       | Reti                                                                  | 0                                                                     |                                                                       |

## Palmarès

### Giocatore

#### Competizioni nazionali
- Campionato italiano: 5

Juventus: 1930-1931, 1931-1932, 1932-1933, 1933-1934, 1934-1935
- Coppa Italia: 2

Juventus: 1937-1938, 1941-1942
- Campionato italiano di Serie B: 1

Palermo: 1947-1948 (girone C)

### Allenatore

#### Competizioni nazionali
- Campionato italiano Serie D: 1

Jesi: 1964-1965 (girone C)